# 武井守成

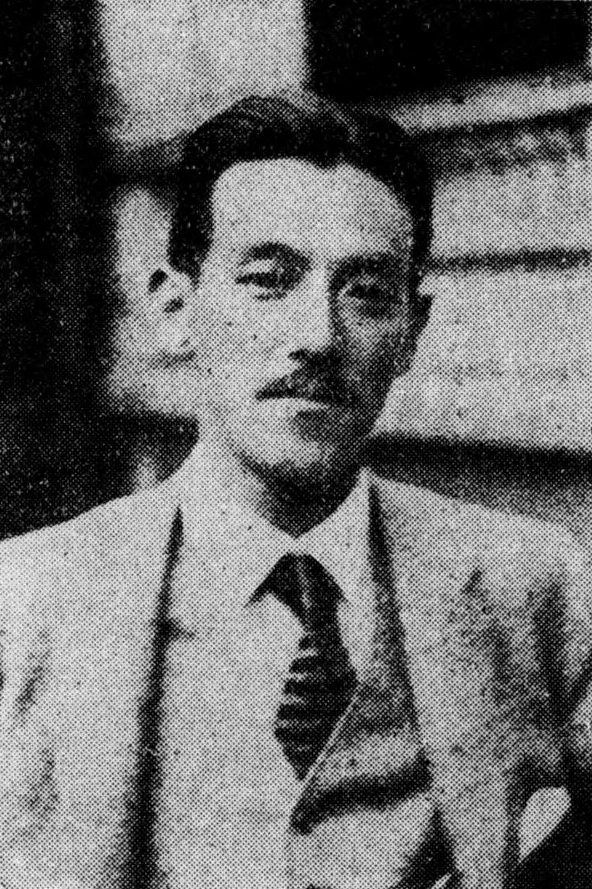
武井守成

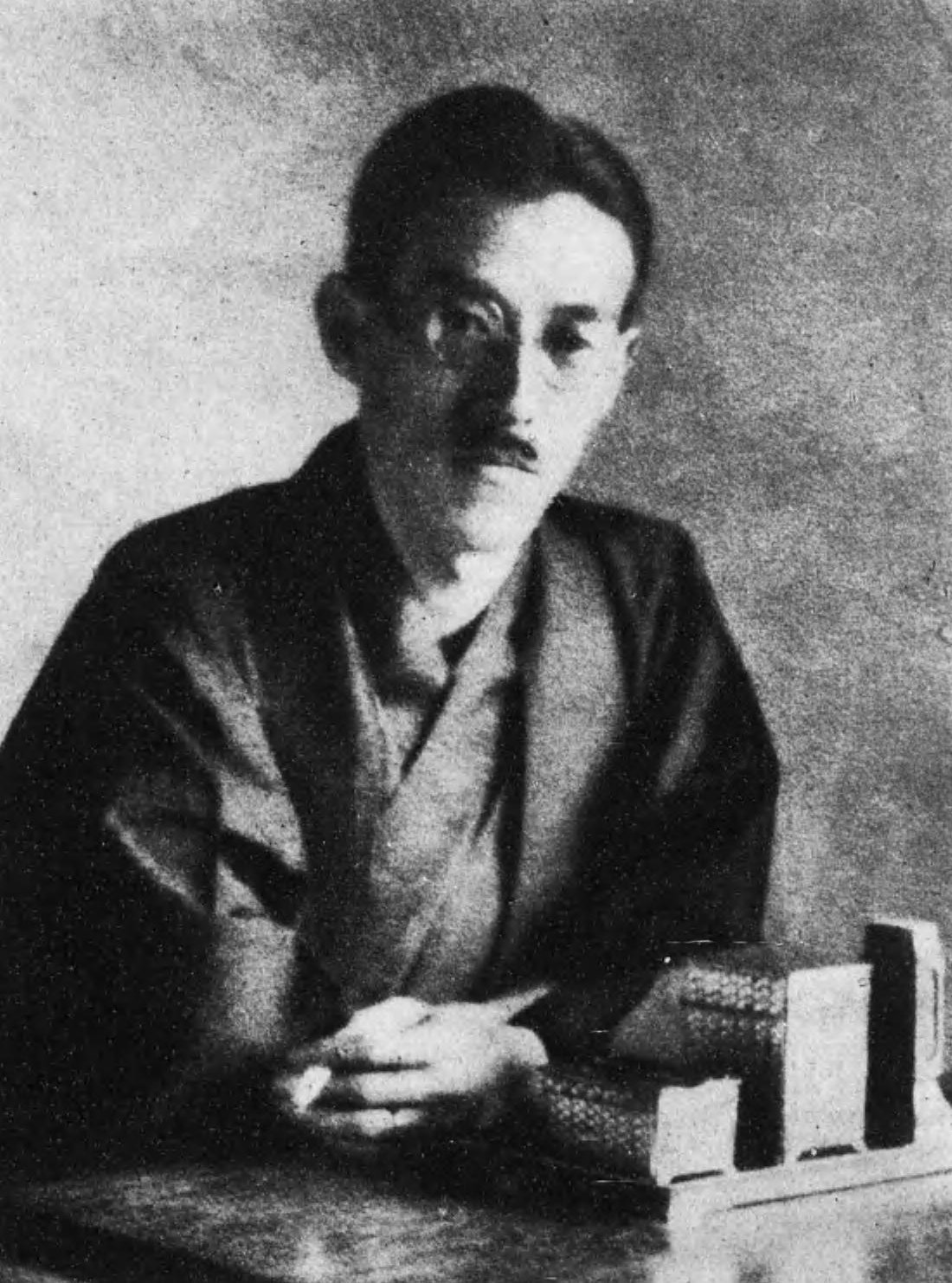
武井守成

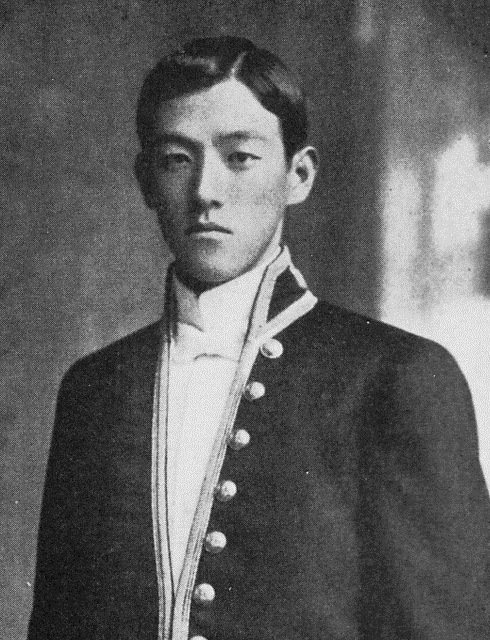
武井守成（1913年ごろ）

武井 守成（たけい もりしげ、1890年（明治23年）10月11日 - 1949年（昭和24年）12月14日）は、日本の作曲家、指揮者。男爵。宮内官僚。

## 経歴
父は元姫路藩士で、貴族院勅選議員や枢密顧問官に親任され男爵を授けられた武井守正。武井守正が第2代知事として鳥取県に赴任していたときに、二男として鳥取市で生まれた。
1903年に東京高等師範学校附属小学校（現・筑波大学附属小学校）、1909年に東京高等師範学校附属中学校（現・筑波大学附属中学校・高等学校）を卒業。1913年、東京外国語学校（現在の東京外国語大学）イタリア語科を首席で卒業した。イタリアに留学後、1917年に宮内省に式部官として入省。1921年に楽部長を兼任。その後、式部職儀式課長を経て、1941年より式部次長。1945年7月には式部長官（翌年「式部頭」と改称）に就任し、1947年3月まで務めた。

## 栄典
- 1927年（昭和2年）12月28日 - 従四位[3]
- 1937年（昭和12年）8月16日 - 勲三等瑞宝章[4]
- 1940年（昭和15年）
  - 5月1日 - 従三位[5]
  - 8月15日 - 紀元二千六百年祝典記念章[6]
- 1949年（昭和24年）12月20日 - 従二位[7]

外国勲章佩用允許
- 1924年（大正13年）5月19日 - フランス共和国ドラゴンドランナン勲章オフィシエ[8]

## 作曲家として
東京外国語学校在学中の1911年にイタリアに留学し、そこでギターとマンドリンに出会った。帰国後、1915年マンドリンオーケストラ『シンフォニア・マンドリニ・オルケストラ』（1923年『オルケストラ・シンフォニカ・タケヰ』（OST）に改称）を主宰し、マンドリン合奏曲・ギター独奏曲の作曲家として活動。OSTに指揮者として大沼哲・菅原明朗を招いている。また雑誌『マンドリンギター研究』を発刊し、1923年にはマンドリン合奏コンクールを、1924年には作曲コンクールを、1927年にはマンドリンオーケストラ作曲コンクールを開催し、マンドリン・ギター音楽の発展に尽力した。
1952年には武井の業績を記念して、ギター作品を対象とする武井賞が創設されている。

## 家族 親族
- 母 ふじ（住友喜三郎の長女）
- 弟 守城ほか
- 姉

とし（神奈川県、箕田長三郎の妻）
みつゑ（富山県、小幡酉吉の妻）
- 妹 富子（男爵北畠義郎の妻）
- 妻 花子（公爵岩倉具定の四女）
- 嗣子 守久
- 長女 昭子
- 二女 直子

同夫 足立仁三（王子製紙社長、日本商工会議所会頭などを歴任した足立正の三男）

## 系譜
武井家
```
　　
武井領八━━武井守正━━武井守成

```

## 作品

### マンドリンオーケストラ曲
- 黄昏 Op.6（1921年）
- 朝の前奏曲 Op.10（1925年）（大沼哲・菅原明朗との共作『三人の友の組曲』より）
- 踊る小花 Op.14（1925年）
- 晩春 Op.15（1925年）
- 死せる若人に Op.18（1925年）
- 幻想曲「朝鮮の印象」Op.20（1926年）
- 小行進曲「ルイーズ」 Op.21（1926年）
- 春のノスタルヂア Op.22（1927年）
- カルッリを偲びて Op.23（1927年）
- 初秋の唄 Op.26（1927年）
- アルバムの二葉 Op.30（1929年）
- 夏の組曲 Op.31（1928年）
- 春祭の夜 Op.34（1930年）
- 豊年 Op.35（1930年）
- 流れ Op.36（1931年）
- 夕時雨 Op.38（1931年）
- 夕雲 Op.41（1931年）
- 即興曲 Op.42（1932年）
- ゆれる一輪の花 Op.43（1932年）
- 大漁 Op.45（1939年）
- 春さりゆく Op.46（1940年）
- 殉国忠霊の家の前に立ちて Op.47（1940年）
- 雨とコスモス Op.49（1941年）
- 祭礼の町角 Op.50（1941年）
- 茜 Op.63（1942年）
- 行進曲「空をゆく」Op.64（1942年）
- 露小径 Op.68（1942年）
- 藻 Op.69（1942年）
- 木の実は躍る Op.70（1942年）
- 檳榔子 Op.74（1943年）
- 虫の踊り Op.80（1943年）
- 暮秋 Op.81（1943年）
- 微風 Op.108（1947年）
- 組曲「くだものの舞曲」Op.111（1948年）

### ギターアンサンブル曲
- 朝靄に Op.76（1943年）

### マンドリン独奏曲
- 行く春 Op.29（1928年）

### ギター独奏曲
- 幼き時の思い出 Op.1（1919年）
- 野遊び Op.2（1919年）
- ホ調のミヌエット Op.5（1921年） - マンドリンオーケストラに編曲
- タルレガに捧ぐる曲 Op.7（1921年）
- 即興曲 Op.8（1924年）
- 今日の喜び Op.9（1924年） - マンドリンオーケストラに編曲（1925年）
- 軒訪るる秋雨 Op.11（1924年） - マンドリンオーケストラに編曲（1925年）
- 小舞曲 Op.12（1924年） - ギターアンサンブルに編曲
- 落ち葉の精 Op.27（1927年） - マンドリンオーケストラに編曲（1928年）
- 花びら Op.28（1928年）
- 遅日の丘 Op.51（1941年）
- 流れに沿いて Op.52（1941年）
- あけがたの夢を想いて Op.53（1941年）
- いりあい Op.54（1941年） - マンドリンオーケストラに編曲（1941年）
- ロマンツァ Op.55（1941年）
- スケルツォ Op.56（1941年）
- カプリチェット第1番 Op.57（1941年）
- 四つの前奏曲 Op.58（1941年）
- 雪もよい Op.62（1942年）
- 木蓮ありて Op.65（1942年）
- いづみ Op.66（1942年）
- 雨の窓 Op.67（1942年）
- 秋雲 Op.71（1942年）
- 少女を画きたる Op.72（1942年）
- 無言詩 Op.73（1943年）
- 春灯の下 Op.75（1943年） - マンドリンオーケストラに編曲（1947年）
- 木の車 Op.78（1943年）
- 下三絃による断章 Op.79（1943年）
- 大利根 Op.82（1944年）
- やどかり Op.83（1944年）
- 念誦 Op.84（1944年）
- 晴れたる朝 Op.85（1944年）
- 夕焼 Op.86（1944年）
- 翳 Op.87（1944年）
- 柴垣 Op.88（1944年）
- 秋の幻想曲 Op.89（1944年）
- 「荒城の月」を主題とせる変奏曲 Op.90（1944年）
- 蚤 Op.92（1945年）
- 木犀 Op.93（1945年） - マンドリンオーケストラに編曲（1947年）
- 冬の街路樹 Op.94（1945年）
- 糸を繰る女 Op.95（1945年） - マンドリンオーケストラに編曲（1947年）
- 炉端 Op.96（1946年）
- 幼児 Op.97（1946年）
- 浮雲 Op.98（1946年）
- 万花鏡 Op.99（1946年）
- 二つの前奏曲 Op.101（1946年）
- トリーノの思い出 Op.102（1946年）
- 破れたガラス戸 Op.103（1946年）
- 葡萄酒 Op.104（1946年）
- 水に落ちた蝶々 Op.105（1947年）
- 或る夜 Op.106（1947年）
- カプリチェット第2番 Op.107（1947年）
- 黄色の花 Op.109（1947年）
- やさしいアルバム Op.110（1948年）
- 星を見る Op.112（1948年）
- 子供のためのアルバム Op.114（1949年）

### 歌曲
- 秋の色 Op.60（1941年、高田三九三詞） - 歌とギター
- 杞陽の句 Op.100（1946年、高田三九三詞） - 歌とギター

### 合唱曲
- 秋三題 Op.113（1948年、高田三九三詞） - 合唱とマンドリンオーケストラ

### 流行歌
- 丸の内メロディ（1929年、時雨音羽詞）
- モダン東京（1929年、時雨音羽詞）

## 著書
- マンドリン・ギター及其オーケストラ（1924） 国立国会図書館デジタルコレクション
- マンドリン・ギター片影（1925） 国立国会図書館デジタルコレクション
- 小型映画（1941） 国立国会図書館デジタルコレクション